# Mathias Guillemette
Mathias Guillemette (* 14. Januar 2002 in Trois-Rivières) ist ein kanadischer Radrennfahrer.

## Sportlicher Werdegang
Seit 2010 ist Mathias Guillemette als Radsport aktiv. Als Juniore hatte er mehrfach Erfolge in der Provinz Québec, so wurde er 2017 Provinzmeister der Junioren im Straßenrennen. 2019 wurde er für die Junioren-Bahnweltmeisterschaften in Frankfurt (Oder) nominiert. Er startete in der Mannschaftsverfolgung, und der kanadische Vierer belegte Platz sechs in der neuen nationalen Rekordzeit von 4:05.358 Minuten.
2021 belegte der kanadische Vierer der Elite mit Guillemette beim Lauf des Nations’ Cup in Cali Platz zwei. 2022 startete er bei den Commonwealth Games: Im Straßenrennen wurde er 57. Auf der Bahn startete er im Scratch und war in einen schweren Sturz mit insgesamt acht Fahrern verwickelt; er selbst wurde anschließend disqualifiziert, weil er den Sturz verursacht habe. Im Herbst des Jahres wurde er kanadischer Meister im Zweier-Mannschaftsfahren, im Omnium belegte er Platz zwei und in der Einerverfolgung Platz drei. Anschließend wurde er zur Teilnahme an der UCI Track Champions League 2022 ausgewählt. Beim ersten Lauf in Palma gewann er das Ausscheidungsfahren und stand noch in weiteren drei Rennen auf dem Podium.
2024 wurde er für die Olympische Sommerspiele 2024 in Paris nominiert, wo er mit dem Team den achten Platz in der Mannschaftsverfolgung sowie mit Michael Foley im Madison den 13. Platz belegte.
Nachdem sein Schwerpunkt bis dahin auf der Bahn gelegen hatte, wurde Guillemette zur Saison 2025 Mitglied beim Tudor Pro Cycling Team U23, mit dem er sich vermehrt dem Straßenradsport zuwenden möchte.

## Erfolge

### Bahn
2022
- Kanadischer Meister – Zweier-Mannschaftsfahren (mit Dylan Bibic)
- UCI Track Champions League 2022 #1 in Palma – Ausscheidungsfahren

2023
- Panamerikameister – Mannschaftsverfolgung (mit Chris Ernst, Michael Foley, Sean Richardson und Dylan Bibic)

2024
- Kanadischer Meister – Zweier-Mannschaftsfahren (mit Dylan Bibic)

2025
- Kanadischer Meister – Punktefahren, Scratch

### Straße
- eine Etappe Tour Alsace